# Renatus Hupfeld
Renatus Hupfeld (* 3. Dezember 1879 in Schleusingen; † 15. Februar 1968 in Heidelberg) war ein evangelischer Theologe.

## Leben und Wirken
Hupfelds Vater war der Superintendent David Hupfeld (1836–1916), sein Großvater der Orientalist Hermann Hupfeld. Die Mutter war eine Tochter des Theologen Julius Müller. Nach dem Schulbesuch studierte Hupfeld evangelische Theologie in Tübingen, Halle (Saale), Marburg und Greifswald. Während seines Studiums wurde er Mitglied der Schwarzburgbund-Verbindungen Nicaria Tübingen (1898), Tuiskonia Halle (1900) und Sedinia Greifswald (1905). 1912 wurde er Pfarrer in Barmen und 1916 in Bonn. 1925 bekam er eine außerplanmäßige Professur in Bonn und schon ein Semester später eine ordentliche Professur für Praktische Theologie an der Universität Rostock. 1942 wechselte er an die Universität Heidelberg, wo er 1950 in den Ruhestand trat.
In der Umbruchzeit Ende 1918 gründete Hupfeld die rheinische Landesgruppe der Deutschnationalen Volkspartei (DNVP) mit. Dieser Partei gehörte er bis 1929 an, danach war er Mitglied des Christlichen Volksdienstes und kurze Zeit auch Vorsitzender von dessen Mecklenburger Landesverband. Als der Volksdienst 1932 den Reichskanzler Brüning unterstützte, verließ er die Partei wieder.
In den Jahren des Kirchenkampfes gehörte Hupfeld zur Bekennenden Kirche.
Im Februar 1958 gehörte er zu den 44 Universitätsprofessoren, die mit ihrer Unterschrift einen Aufruf von Renate Riemeck an die Gewerkschaften zu einem politischen Streik unterstützten gegen die Erlangung der bundesdeutschen Verfügungsgewalt über Kernwaffen.

## Publikationen
- Die Ethik Johann Gerhards. Ein Beitrag zum Verständnis der lutherischen Ethik, Berlin 1908.
- Grundfragen christlicher Lebensgestaltung (Wissenschaft und Bildung. Band 179), Leipzig 1922.
- Der lutherische Mensch (Schriften der Rheinischen Vereinigung der Evangelisch-Lutherischen. Nr. 1), Elberfeld 1924.
- Kultus und Kirchenlied, Essen 1926.
- Wie sollen wir unsere Gottesdienste gestalten?, Gütersloh 1926.
- Die Gegenwartsaufgabe des Kindergottesdienstes an unserem Volk (Bausteine zur Arbeit im Kindergottesdienst. Nr. 5), Gütersloh 1926.
- Jesus als Seelsorger (Arzt und Seelsorger. Nr. 16), Schwerin 1928 [Zweite Auflage: Schwerin 1929].
- Die Bekenntnisfrage in der neuen deutschen evangelischen Kirche, Gütersloh 1934.
- Zum Gedächtnis an Hermann Hupfeld, geb. am 22. Mai 1917, gef. am 10. Juni 1942 im Donez, Heidelberg o. J. [1942].
- Liturgische Irrwege und Wege: Ein freundschaftliches Wort der Warnung, Velbert 1952.
- Vor vierzig Jahren. Erinnerungen aus meiner Bonner Amtszeit, Bonn 1962.